# Michael Aichinger

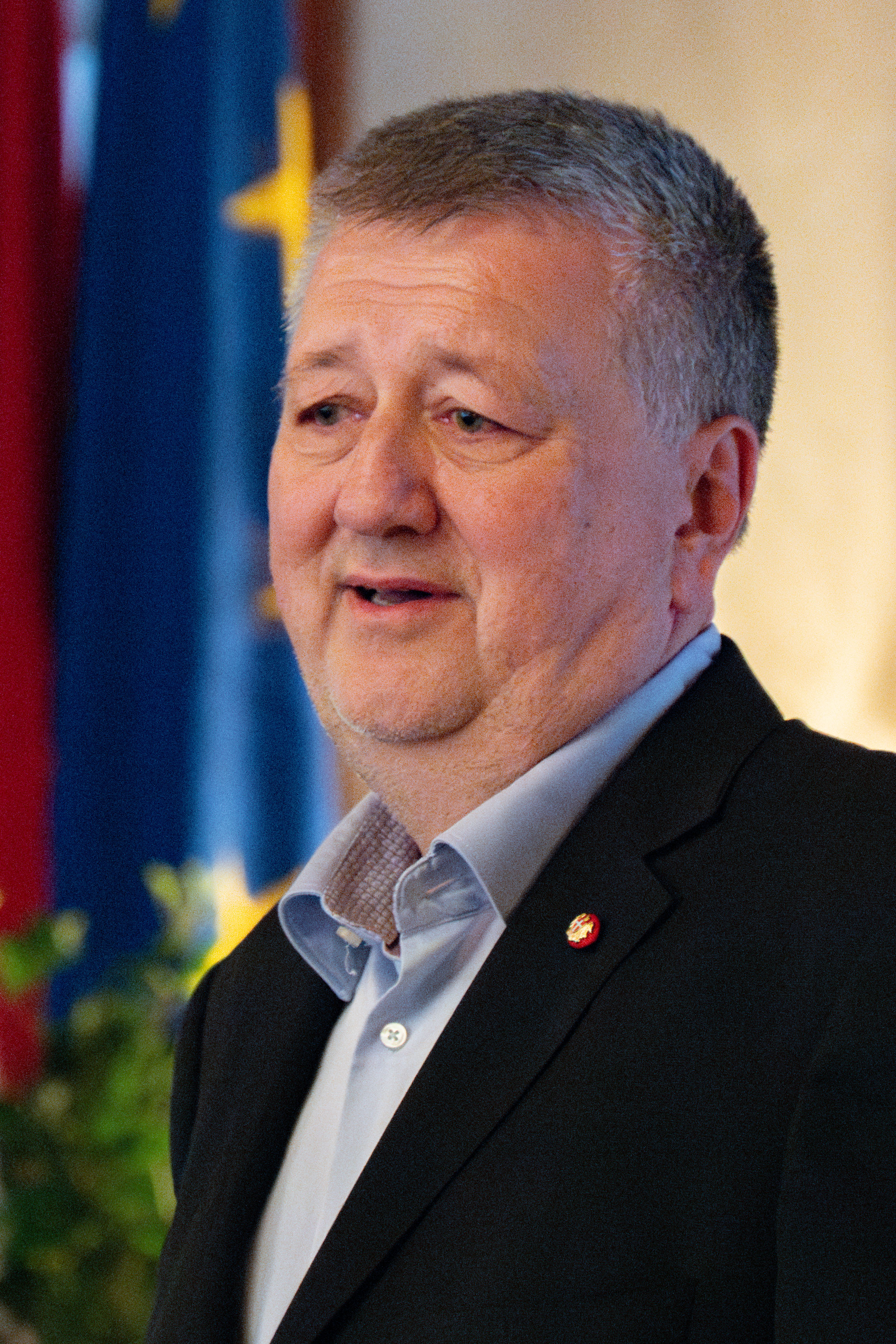
Michael Aichinger (2025)

Michael Aichinger (* 7. August 1963 in Wien) ist ein österreichischer Politiker der Sozialdemokratischen Partei Österreichs (SPÖ). Von Juni 2018 bis Juni 2025 war er Abgeordneter zum Wiener Landtag und Mitglied des Wiener Gemeinderates.

## Leben
Michael Aichinger absolvierte nach der Pflichtschule eine Lehre zum Industriekaufmann. Im zweiten Bildungsweg absolvierte er ein Studium der Rechtswissenschaften, das er als Magister abschloss.
Er war zunächst Jugendvertrauensrat und Betriebsrat bei der Firma ELIN-Union, seit 1980 ist in verschiedenen Funktionen bei der Gewerkschaft der Privatangestellten, Druck, Journalismus, Papier (GPA-djp) tätig. 1981 wurde er Mitglied der Sozialistischen Jugend (SJ) und war in der Folge in verschiedenen Funktionen in der SPÖ aktiv. Seit 1985 ist er in der Wiener Gebietskrankenkasse (WGKK) tätig, wo er als Zentralbetriebsratsvorsitzender fungiert. 2015 wurde er beim Bundesforum der Fraktion Sozialdemokratischer GewerkschafterInnen (FSG) in der GPA-djp zum Vorsitzenden gewählt. Er folgte damit Willi Braun nach, der diese Funktion seit 2002 innehatte.
Von 2007 bis 2018 gehörte er als Bezirksrat der Bezirksvertretung in Wien-Favoriten an. Am 25. Juni 2018 wurde er als Nachfolger von Barbara Teiber in der 20. Wahlperiode als Abgeordneter zum Wiener Landtag und Gemeinderat angelobt. Nach der Landtags- und Gemeinderatswahl in Wien 2025 schied er am 10. Juni 2025 aus dem Landtag aus.